# Harpaphe haydeniana
Harpaphe haydeniana es una  especie de milpiés en la familia Xystodesmidae que se encuentra en los bosques húmedos a lo largo de la costa del Pacífico de Norteamérica, desde el Sureste de Alaska hasta California.
La coloración oscura con quillas (terguitos) contrastantes de punta amarilla advierten de su capacidad para exudar ácido cianhídrico tóxico como defensa.

## Descripción
Los individuos de H. haydeniana varían de 4 a 5 cm de largo cuando maduros. La superficie superior del cuerpo es de color negro a verde oliva, y está marcada distintivamente a lo largo de los lados con amarillo. Pueden vivir de 2 a 3 años.

## Distribución
H. haydeniana ocurren desde el Sureste de Alaska al Condado de Monterrey, California, y este hasta la Sierra Nevada.

## Especies similares

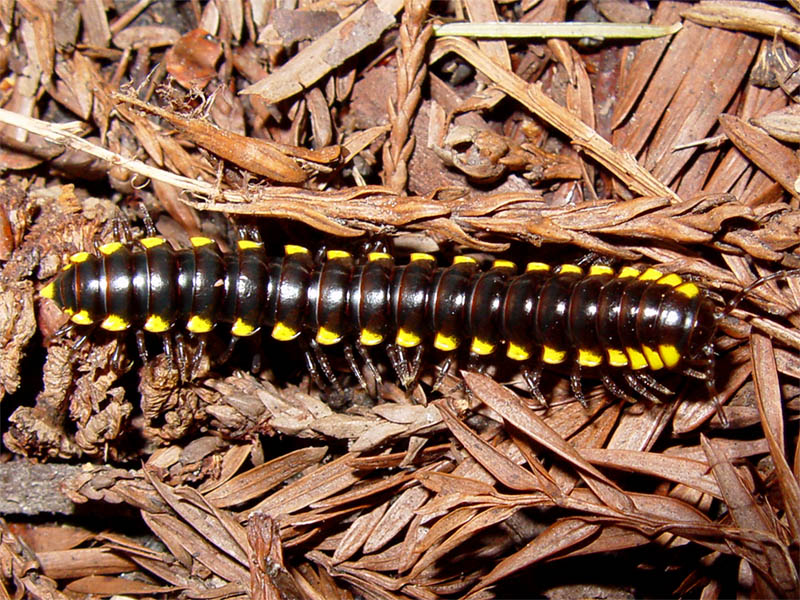
Harpaphe haydeniana

Otras dos especies de Harpaphe (H. pottera y H. telodonta) se encuentran dentro del rango de H. haydeniana, ambas con manchas amarillas. H. telodonta (condados de Humboldt y Del Norte, California) es de color ligeramente más marrón y tiene quillas más puntiagudas, mientras que H. pottera (condados de Mendocino y Humboldt) solo se puede distinguir mediante un examen minucioso de los órganos reproductores masculinos (gonópodos).
Fuera de Norteamérica, las especies superficialmente similares incluyen Anoplodesmus saussurii, que se ha llamado erróneamente H. haydeniana, y Asiomorpha coarctata. A. coarctata originaria del sudeste asiático, pero se ha introducido ampliamente en todo el mundo, incluida la región de la costa del Golfo de México. La capacidad de secretar cianuro de hidrógeno es compartida por otros miembros de la Polydesmida, el orden de milpiés con mayor número de especies.